# Timex / Sinclair 1000
TIMEX / SINCLAIR 1000 (1000) је кућни рачунар фирме TIMEX / SINCLAIR који је почео да се производи у САД током 1982. године.
Користио је Zilog Z80A микропроцесорску јединицу а RAM меморија рачунара је имала капацитет од 2 KB. 
TS1000 је био мало измјењена верзија рачунара Sinclair ZX81 са NTSC модулатором умјесто PAL модулатора, и меморијом удвострученом на 2 килобајта. Графика је и даље била црно-бијела.

## Детаљни подаци
Детаљнији подаци о рачунару 1000 су дати у табели испод.
|                       |                                              |
| 1000                  |                                              |
| Произвођач            |                                              |
| Тип                   | кућни рачунар                                |
| Меморија              | 2 KB                                         |
| Поријекло             | Сједињене Америчке Државе                    |
| Година                | 1982                                         |
| Тастатура             | мембранска тастатура                         |
| Процесор              |                                              |
| Фреквенција процесора | 3,25                                         |
| RAM                   | 2 KB                                         |
| ROM                   | 8                                            |
| Текст                 | 32 x 22                                      |
| Графика               | 64 x 44                                      |
| Боја                  | Нема, црно и бијело                          |
| Звук                  | Нема                                         |
| Димензије             | 16,5 (ширина) x 17,5 (дубина) x 3,8 (висина) |
| Портови               |                                              |
| Оперативни систем     |                                              |